# Agonista del receptor GLP-1
Els agonistes del receptor GLP-1, o anàlegs de les incretines, són agonistes del receptor GLP-1. Aquesta classe de medicaments, uns antidiabètics, s'utilitzen per al tractament de la diabetis tipus 2. Un dels seus avantatges respecte als secretagogs d'insulina més antics, com les sulfonilurees o les meglitinides, és que tenen un menor risc de provocar hipoglucèmia. El GLP-1 té una durada d'acció curta, de manera que per superar aquesta limitació s'estan desenvolupant diverses modificacions, sigui en el fàrmac o en les formulacions.
Hi ha certa controvèrsia sobre el perfil de seguretat d'aquests fàrmacs a causa dels efectes proliferatius al pàncrees. La diabetis s'associa tant amb la pancreatitis aguda com amb el càncer de pàncrees. Tot i que alguns estudis recents no han trobat que aquests fàrmacs puguin causar ni pancreatitis ni càncer, un estudi del 2017 va trobar que la recepta recent d'aquests fàrmacs es va associar amb una major detecció de càncer de pàncrees ocult respecte als fàrmacs antidiabètics no insulínics.
Exemples d'agonista del receptor GLP-1 inclouen:
- Exenatida (Bydureon, Byetta)
- Liraglutida (Saxenda, Victoza)
- Lixisenatida (Lyxumia)
- Dulaglutida (Trulicity)
- Semaglutida (Ozempic, Rybelsus)